# Yang Hyung-mo
Yang Hyung-mo (양 형모?; Seul, 23 marzo 1971) è un lottatore sudcoreano, specializzato nella lotta libera. Ha rappresentato la Corea del Sud ai Giochi olimpici estivi di Atlanta 1996, dove ha vinto la medaglia d'argento, e Sydney 2000, in cui si è classificato al sesto posto.

## Palmarès
- Giochi olimpici

Atlanta 1996: argento nei -82 kg;
- Campionati asiatici

Ulan Bator 1993: bronzo nei -82 kg;
Xiaoshan 1996: argento nei -82 kg;
Teheran 1997 argento nei -85 kg;
- Giochi dell'Asia orientale

Pusan 1997: argento nei -85 kg;